# أل مكندلز
أل مكندلز (بالإنجليزية: Al McCandless)‏ هو سياسي أمريكي، ولد في 23 يوليو 1927 في براولي في الولايات المتحدة، وتوفي في 9 أغسطس 2017 في لا كوينتا في الولايات المتحدة. نشط حزبياً في الحزب الجمهوري. في انتخابات مجلس النواب الأمريكي 1990 ‏، انتخب عضو مجلس النواب الأمريكي عن دائرة الدائرة الكونغرسية السابعة والثلاثون لكاليفورنيا ‏ وقد انضم خلال فترته النيابية ‏ (3 يناير 1991 – 3 يناير 1993)  للكتلة البرلمانية الحزب الجمهوري وفي انتخابات مجلس النواب الأمريكي 1992 ‏، انتخب عضو مجلس النواب الأمريكي عن دائرة California's 44th congressional district ‏ وقد انضم خلال فترته النيابية ‏ (5 يناير 1993 – 3 يناير 1995)  للكتلة البرلمانية الحزب الجمهوري وانتخب عضو مجلس النواب الأمريكي.

## وصلات خارجية
- أل مكندلز على موقع إن إن دي بي (الإنجليزية)